# 奈雲美徳
奈雲 美徳（なぐも よしのり）はサウンドクリエイター、港区高輪区民センター所長。
株式会社ナムコに入社し、プロ野球ファミリースタジアム'88等の作曲を手掛ける。
義父は、フランス文学者であり日本文化研究所の名誉所長である栗田勇。
現在は、練馬区にある豊玉高齢者センター所長、横浜市霧が丘地域ケアプラザ所長、渋谷区ケアハウスせせらぎ施設長を経て港区高輪区民センター所長に就任。「多世代コミュニティ共創システム構築」への取り組みを目指している。多世代間交流の一環として、ゲーム会社時代の経験を生かしたイベントも開催している。

## 来歴
- 1988年、国立音楽大学音楽学部教育音楽学科Ⅱ類卒業。株式会社ナムコにサウンドクリエイターとして入社。
- 退社後、キングレコードよりROMANCER ONEの姫野有名義とし、環境音楽にてソロアルバムを2枚出す。

## ゲーム作品
- プロ野球ファミリースタジアム'88(ナムコ)
- デンジャラスシード(ナムコ)
- ソウルブレイダー(エニックス)
- ソーサリアン(ビクター音楽産業)
- プレイステーションコミック(ソニー・コンピュータエンタテインメント)
  - 「コブラ・ギャラクシーナイツ」
  - 「2999年のゲーム・キッズ」
  - 「ブザービーター」

## アニメ作品
- 力王(バンダイビジュアル)
- BURNING BLOOD(バンダイビジュアル)
- ファントム勇者伝説(バンダイビジュアル)
- 鬼丸 ONIMARU(バンダイビジュアル)
- 亜人戦士(徳間ジャパン)

## 環境音楽
- Brilliant Time(キングレコード)
- Running High!(キングレコード)
- 記憶力の強化(キングレコード)
- 想像力の開発(キングレコード)
- 恋愛専科-愛される人間に!-(キングレコード)